# Saison 6 de Cougar Town
Chronologie
Saison 5
Cet article présente le guide des épisodes de la sixième et ultime saison de la série télévisée américaine Cougar Town.

## Généralités
Cette sixième et ultime saison, composée de 13 épisodes, a été diffusée du 6 janvier 2015 au 31 mars 2015 sur TBS.
Au Canada, cette dernière saison est diffusée depuis le 19 février 2014 sur Citytv.
En France, elle est diffusée entre le 23 mars 2016 et le 6 avril 2016 sur Téva.

## Distribution de la saison

### Acteurs principaux
- Courteney Cox (VF : Maïk Darah) : Jules Cobb
- Dan Byrd (VF : Juan Llorca) : Travis Cobb
- Busy Philipps (VF : Edwige Lemoine) : Laurie Keller
- Christa Miller Lawrence (VF : Brigitte Aubry) : Ellie Torres
- Josh Hopkins (VF : Maurice Decoster) : Grayson Ellis
- Ian Gomez (VF : Pierre Tessier) : Andy Torres

### Invités
- Brian Van Holt (VF : Arnaud Arbessier) : Bobby Cobb (épisode 2)[2]

## Liste des épisodes

### Épisode 1:Le bar clandestin
- États-Unis : 6 janvier 2015 sur TBS[3]
- Canada :  19 février 2015 sur Citytv[4]
- Belgique :  30 septembre 2015 sur Be Séries
- France :  12 septembre 2015 sur OCS Max

- États-Unis : 1,04 million de téléspectateurs [5](première diffusion)

### Épisode 2:Un prénom à tout prix
- États-Unis : 13 janvier 2015 sur TBS
- Belgique : 30 septembre 2015 sur Be Séries
- France : 12 septembre 2015 sur OCS Max

- États-Unis : 0,88 million de téléspectateurs [6](première diffusion)

Brian Van Holt : bobby cobb

### Épisode 3: À la recherche du nouveau meilleur ami (To Find A Friend)
- États-Unis : 20 janvier 2015 sur TBS
- Belgique : 30 septembre 2015 sur Be Séries

- États-Unis : 0,85 million de téléspectateurs[7](première diffusion)

### Épisode 4: Rien que nous deux (Waiting For Tonight)
- États-Unis : 27 janvier 2015 sur TBS

- États-Unis : 1,04 million de téléspectateurs [8](première diffusion)

bonny

### Épisode 5: La vin-bulance (Even the Losers)
- États-Unis : 3 février 2015 sur TBS

- États-Unis : 0,87 million de téléspectateurs [9](première diffusion)

### Épisode 6: Entretien d'embauche (The Wrong Thing to Do)
- États-Unis : 10 février 2015 sur TBS

- États-Unis : 0,91 million de téléspectateurs [10](première diffusion)

### Épisode 7: Le bal de promo 2 (The Wild One, Forever)
- États-Unis : 17 février 2015 sur TBS

- États-Unis : 1,32 million de téléspectateurs [11](première diffusion)

### Épisode 8: Détournement de cadeau (This One's For Me)
- États-Unis : 24 février 2015 sur TBS

- États-Unis : 1,07 million de téléspectateurs[12](première diffusion)

### Épisode 9: Une liaison émotionnelle (Two Men Talking)
- États-Unis : 3 mars 2015 sur TBS

- États-Unis : 0,99 million de téléspectateurs [13](première diffusion)

### Épisode 10: Un homme à femme (Yer So Bad)
- États-Unis : 10 mars 2015 sur TBS

- États-Unis : 1,22 million de téléspectateurs [14](première diffusion)

### Épisode 11: Ma nouvelle montagne (Climb That Hill)
- États-Unis : 17 mars 2015 sur TBS

### Épisode 12: Un amoureux maladroit (A Two Story Town)
- États-Unis : 24 mars 2015 sur TBS

- États-Unis : 1,21 million de téléspectateurs[15] (première diffusion)

### Épisode 13: "Dernière danse" (Mary Jane's Last Dance)
- États-Unis : 31 mars 2015 sur TBS

- États-Unis : 1,24 million de téléspectateurs[16](première diffusion)